# ريتشارد هارلان
ريتشارد هارلان (بالإنجليزية: Richard Harlan)‏ هو عالم نبات أمريكي، ولد في 19 سبتمبر 1796 في فيلادلفيا في الولايات المتحدة، وتوفي في 30 سبتمبر 1843 في نيو أورلينز في الولايات المتحدة.